# Sparkle Beings
Sparkle Beings (deutsch Funkelnde Wesen) ist ein Jazzalbum von Angelica Sanchez. Die am 10. Dezember 2021 im Van Gelder Recording Studio, Englewood Cliffs, New Jersey entstandenen Aufnahmen erschienen am 23. September 2022 auf Sunnyside Records.

## Hintergrund
Angelica Sanchez’ Trio-Album mit Michael Formanek am Bass und Billy Hart am Schlagzeug kombiniert Interpretationen von Stücken von Mary Lou Williams, Cecil Taylor und Duke Ellington mit kollektiven Improvisationen des Trios. „A Fungus Amungus“ ist eine Solonummer von Mary Lou Williams’ 1963 entstandenem Album Black Christ of the Andes. „With (Exit)“ stammt von Cecil Taylors LP Conquistador! von 1966, „The Sleeping Lady and the Giant That Watches Over Her“ aus Duke Ellingtons Latin American Suite (1972). „Preludio a un Preludio“ ist ein in der klassischen Musik beheimatetes Klavierstück des mexikanischen Komponisten und Pianisten Mario Ruiz Armengol; seine Neuinterpretation stellt das Ende des Albums dar.

## Titelliste
- Angelica Sanchez: Sparkle Beings (Sunnyside Records)[3]

1. A Fungus Amungus (Mary Lou Williams) 7:39
2. Generational Bonds (Formanek/Hart/Sanchez) 11:12
3. With (Exit) (Cecil Taylor) 5:12
4. Phantasmic Friend (Formanek/Hart/Sanchez) 5:55
5. Preludio a un Preludio (Mario Ruiz Armengol) 4:46
6. Sparkly Beings (Formanek/Hart/Sanchez) 15:24
7. Before Sleep/The Sleeping Lady and the Giant That Watches Over Her (Duke Ellington) 12:12

## Rezeption
Nach Ansicht von Phil Freeman (Ugly Beauty/Stereogum) hätte sich Angelica Sanchez seit ihrer Ankunft in New York vor einigen Jahren zu einer der faszinierendsten Pianistinnen der Stadt entwickelt. U. a. habe sie zu zwei großartigen Alben mit zwei Klavieren beigetragen, eines mit Kris Davis und das andere mit Marilyn Crispell. Ihr Trioalbum beginnt mit einer Version von Mary Lou Williams’ „A Fungus Amungus“, bei der die Töne zunächst in ungehinderten Strömen von Sanchez‘ Tasten zu purzeln scheinen, aber sie gehe dabei mit unmerklicher Geschmeidigkeit in sich wiederholende, sogar perkussive melodische Figuren über, die dem Ganzen Struktur und Ziel verleihen würden. Hinter ihr sorgten Formanek – immer eine starke Präsenz – und Hart für einen treibenden, aber nie aufdringlichen Rhythmus.

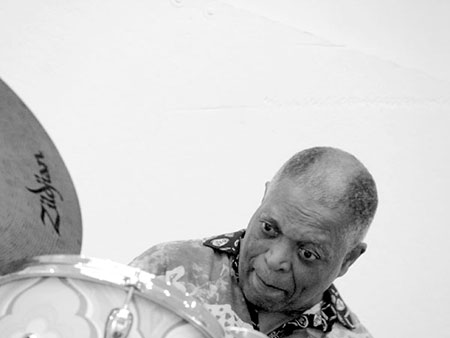
Billy Hart (2014)

Angelica Sanchez sei eine der am häufigsten übersehenen und zu wenig aufgenommenen Pianistinnen ihrer Generation, meint Peter Margasak (Complete Communion/The Quietus); sie liefere mit dieser exzellenten Trio-Session ein maßgebliches Statement ihrer Erfindungsgabe und Bandbreite. Die generationsübergreifende Rhythmusgruppe biete flotte Unterstützung für die Pianistin, die nonchalant ihre Vielseitigkeit zeige, sei es bei flottem Post-Bop, vollständig improvisierten Exkursionen oder der grüblerischer Selbstbeobachtung. Sanchez bewege sich mit quecksilbriger Anmut in und aus dem thematischen Material und demonstriere elektrisierende rhythmische Schnelligkeit und Stimmungswechsel. „Generational Shifts“ ist eines der vollständig improvisierten Stücke, aber zwischen der rhythmischen Elastizität von Formanek und Hart und der Flut sorgfältig arrangierter Ideen der Pianistin fühle es sich kaum so an. Sanchez nehme sich auch Cecil Taylors „With (Exit)“ an, erfinde es aber in ihrem eigenen hinreißenden Stil neu, indem sie das Thema mit einem gemessenen, sogar strengen forschenden Elan ausarbeite.
Nach Ansicht von Richard J. Salvucci (All About Jazz) sei Angelica Sanchez eine Pianistin von großer Tiefe und Vorstellungskraft, die die Superlative verdiene, mit denen in Rezensionen manchmal leichtfertig um sich geworfen werde. Für jeden, dessen Geschmack sowohl zu Maurice Ravel als auch zu Carl Ruggles gehe, mag diese Aufnahme Anlass zum Innehalten geben. Dieses Album insgesamt sei einfach wunderschön und werde wiederholtem Hören standhalten. Es sei eine herausfordernde modernistische Musik und außerdem hervorragend hörbar.